# Кули (Забайкальский край)
Кули — село в Петровск-Забайкальском районе Забайкальского края России. Входит в состав сельского поселения «Балягинское» (до 30 декабря 2019 года городского).

## География
Село находится в центральной части района, на правом берегу реки Хилок, на расстоянии примерно 16 километров (по прямой) к юго-востоку от города Петровска-Забайкальского. Абсолютная высота — 744 метра над уровнем моря.
Климат
Климат характеризуется как резко континентальный, с продолжительной морозной зимой и коротким тёплым летом. Среднегодовая температура воздуха составляет −8,2 °С. Средняя многолетняя температура самого холодного месяца (января) составляет −27 — −26 °С (абсолютный минимум — −55 °С), температура самого тёплого (июля) — 16 — 17 °С (абсолютный максимум — 38 °С). Безморозный период длится в течение 60 — 80 дней. Среднегодовое количество осадков — 400 мм.
Часовой пояс
Село Кули находится в часовой зоне МСК+6. Смещение применяемого времени относительно UTC составляет +9:00.

## Население
| 1989 | 2002 | 2010 | 2014 | 2021 |
| ---- | ---- | ---- | ---- | ---- |
| 412  | ↘303 | ↘230 | ↘207 | ↘167 |

Половой состав
По данным Всероссийской переписи населения 2010 года в гендерной структуре населения мужчины составляли 47,4 %, женщины — соответственно 52,6 %.
Национальный состав
Согласно результатам переписи 2002 года, в национальной структуре населения русские составляли 100 % из 303 чел.

## Инфраструктура
В селе функционируют школа, клуб и фельдшерско-акушерский пункт.

## Улицы
Уличная сеть села состоит из шести улиц и одного переулка.